# Heimholz
Heimholz (mundartlich: ts Hoimholts) ist ein Gemeindeteil der Gemeinde Sigmarszell im bayerisch-schwäbischen Landkreis Lindau (Bodensee).

## Geographie
Der Weiler liegt circa einen Kilometer nordwestlich des Hauptorts Sigmarszell. Südöstlich der Ortschaft verläuft die Bahnstrecke Buchloe–Lindau. Im Westen verläuft die Gemeindegrenze zu Weißensberg, im Norden die Gemeindegrenze zu Hergensweiler.

## Ortsname
Der Ortsname stammt vom mittelhochdeutschen Personennamen Heimolt und bedeutet (Ansiedlung) des Heimolt. Historisch wurde der Ort auch Umbholtz genannt.

## Geschichte
Heimholz wurde erstmals urkundlich im Jahr 1324 mit Conrat von Schoͤnstain zu Mollenberg ze dem Hämholtz erwähnt. 1626 wurden fünf Häuser in Heimholz gezählt. Der Ort gehörte einst zum äußeren Gericht der Reichsstadt Lindau.